# ITTF Hall of Fame
Die ITTF Hall of Fame ist ein virtueller Raum, in den Vertreter des Tischtennissports aufgenommen werden, die einen hervorragenden Beitrag für den Tischtennissport geleistet haben. Das sind meist Tischtennisspieler, aber auch Funktionäre. Voraussetzung für einen Tischtennisspieler ist der Gewinn von mindestens fünf Goldmedaillen bei Weltmeisterschaften oder Olympischen Spielen oder Paralympics. Auch ein Goldmedaillengewinn als Teambetreuer (non-playing captain) zählt dazu. Allerdings wurden in Einzelfällen auch Aktive mit weniger als fünf Goldmedaillen aufgenommen.

„… to recognize
and honor players who distinguished themselves by their outstanding play and
contribution to the sport of Table Tennis throughout the world.“

## Geschichte
1991 wurde die Einführung einer Hall of Fame für den Tischtennissport erstmals dem Weltverband ITTF vorgeschlagen. Diese Idee griff der Amerikaner Jimmy McClure auf, 1993 wurde die ITTF Hall of Fame ins Leben gerufen.
Alle zwei Jahre berät der ITTF während der Weltmeisterschaften über Neuaufnahmen.

## Mitglieder
| Aufnahme | Name                 | Nation           | WM-Gold | OL-Gold | Anmerkung                      |
| -------- | -------------------- | ---------------- | ------- | ------- | ------------------------------ |
| 1993     | Victor Barna         | Ungarn           | 22      |         |                                |
| 1993     | Richard Bergmann     | Österreich       | 7       |         |                                |
| 1993     | László Bellák        | Ungarn           | 7       |         |                                |
| 1993     | István Kelen         | Ungarn           | 7       |         |                                |
| 1993     | James McClure        | USA              | 4       |         | non-playing captain 1949       |
| 1993     | Zoltán Mechlovits    | Ungarn           | 6       |         |                                |
| 1993     | Miklós Szabados      | Ungarn           | 15      |         |                                |
| 1993     | Bohumil Váňa         | Tschechoslowakei | 13      |         |                                |
| 1993     | Mária Mednyánszky    | Ungarn           | 18      |         |                                |
| 1993     | Marie Kettnerová     | Tschechoslowakei | 6       |         |                                |
| 1993     | Anna Sipos           | Ungarn           | 11      |         |                                |
| 1993     | Věra Votrubcová      | Tschechoslowakei | 5       |         |                                |
| 1995     | Ivan Andreadis       | Tschechoslowakei | 9       |         |                                |
| 1995     | Ivor Montagu         | England          |         |         | erster Präsident des ITTF      |
| 1995     | Ferenc Sidó          | Ungarn           | 9       |         |                                |
| 1995     | Ladislav Štípek      | Tschechoslowakei | 5       |         |                                |
| 1995     | František Tokár      | Slowakei         | 5       |         |                                |
| 1995     | Angelica Rozeanu     | Rumänien         | 17      |         |                                |
| 1995     | Gizella Farkas       | Ungarn           | 10      |         |                                |
| 1995     | Ella Zeller          | Rumänien         | 7       |         |                                |
| 1997     | Ichiro Ogimura       | Japan            | 12      |         |                                |
| 1997     | Johnny Leach         | England          | 3       |         |                                |
| 1997     | Toshiaki Tanaka      | Japan            | 5       |         |                                |
| 1997     | Roy Evans            | Wales            |         |         | Präsident des ITTF             |
| 1997     | Bill Vint            | England          |         |         | Hon. Secretary des ITTF        |
| 1997     | Fujie Eguchi         | Japan            | 6       |         |                                |
| 1997     | Kimiyo Matsuzaki     | Japan            | 7       |         |                                |
| 1999     | Zhuang Zedong        | China            | 8       |         |                                |
| 1999     | Lin Huiqing          | China            | 5       |         |                                |
| 1999     | Li Furong            | China            | 4       |         | non-playing captain 1977, 1981 |
| 2001     | Guo Yuehua           | China            | 6       |         |                                |
| 2001     | Jiang Jialiang       | China            | 5       |         |                                |
| 2001     | Zhang Xielin         | China            | 4       |         | mehrmals non-playing captain   |
| 2001     | Liang Geliang        | China            | 6       |         |                                |
| 2001     | Cao Yanhua           | China            | 7       |         |                                |
| 2001     | Nobuhiko Hasegawa    | Japan            | 5       |         |                                |
| 2003     | Jan-Ove Waldner      | Schweden         | 6       | 1       |                                |
| 2003     | Jörgen Persson       | Schweden         | 5       |         |                                |
| 2003     | Peter Karlsson       | Schweden         | 5       |         |                                |
| 2003     | Wang Tao             | China            | 5       |         |                                |
| 2003     | Deng Yaping          | China            | 9       | 4       |                                |
| 2003     | Wang Nan             | China            | 9       | 3       |                                |
| 2003     | Ge Xinai             | China            | 5       |         |                                |
| 2003     | Liu Wei              | China            | 6       |         |                                |
| 2005     | Liu Guoliang         | China            | 6       | 2       |                                |
| 2005     | Wang Liqin           | China            | 9       | 1       |                                |
| 2005     | Li Ju                | China            | 6       | 1       |                                |
| 2005     | Qiao Hong            | China            | 3       | 2       |                                |
| 2005     | Zhang Yining         | China            | 5       | 2       |                                |
| 2010     | Trude Pritzi         | Österreich       | 5       |         |                                |
| 2010     | Hyun Jung-hwa        | Südkorea         | 4       | 1       |                                |
| 2010     | Chen Qi              | China            | 4       | 1       |                                |
| 2010     | Kazuko Yamaizumi-Ito | Japan            | 5       |         |                                |
| 2010     | Cai Zhenhua          | China            | 4       |         | non-playing captain 1995, 1997 |
| 2010     | Guo Yue              | China            | 10      | 2       |                                |
| 2010     | Xu Yinsheng          | China            | 4       |         | non-playing captain 1971       |
| 2010     | Kong Linghui         | China            | 8       | 2       |                                |
| 2010     | Ma Lin               | China            | 8       | 3       |                                |
| 2010     | Zhang Deying         | China            | 5       |         |                                |
| 2010     | Wang Hao             | China            | 9       | 2       |                                |
| 2010     | Jochen Wollmert      | Deutschland      | 2       | 5       | Paralympics                    |
| 2011     | Daniel Arnold        | Deutschland      | 5       | 3       | Paralympics                    |
| 2013     | Li Xiaoxia           | China            | 9       | 3       |                                |
| 2013     | Ma Long              | China            | 12      | 3       |                                |
| 2013     | Zhang Jike           | China            | 7       | 3       |                                |
| 2016     | Ding Ning            | China            | 10      | 3       |                                |
| 2016     | Liu Shiwen           | China            | 8       | 1       |                                |
| 2016     | Xu Xin               | China            | 10      | 1       |                                |

Stand: Februar 2020